# Liste der Biografien/Hark
Liste der Biografien |
Portal Biografien |
Personensuche
# |
A |
B |
C |
D |
E |
F |
G |
H |
I |
J |
K |
L |
M |
N |
O |
P |
Q |
R |
S |
T |
U |
V |
W |
X |
Y |
Z |
?
 
Ha |
Hd |
He |
Hi |
Hj |
Hk |
Hl |
Hm |
Hn |
Ho |
Hr |
Hs |
Ht |
Hu |
Hv |
Hw |
Hy
 
Haa |
Hab |
Hac |
Had |
Hae–Haf |
Hag |
Hah |
Hai |
Haj |
Hak |
Hal |
Ham |
Han |
Hao |
Hap |
Haq |
Har |
Has |
Hat |
Hau |
Hav |
Haw |
Hax |
Hay |
Haz
 
Hara |
Harb |
Harc |
Hard |
Hare |
Harf |
Harg |
Harh |
Hari |
Harj |
Hark |
Harl |
Harm |
Harn |
Haro |
Harp |
Harr |
Hars |
Hart |
Haru |
Harv |
Harw |
Harx |
Hary |
Harz
Die Liste der Biografien führt alle Personen auf, die in der deutschsprachigen Wikipedia einen Artikel haben. Dieses ist eine Teilliste mit 74 Einträgen von Personen, deren Namen mit den Buchstaben „Hark“ beginnt.

## Hark
- Hark, Edgar (1908–1986), estnischer evangelisch-lutherischer Geistlicher; Erzbischof der EELK (1978–1986)
- Hark, Ronja (* 2003), deutsche Eishockeyspielerin
- Hark, Sabine (* 1962), deutsche Soziologin
- Hark, Wilfried (* 1960), deutscher Sportreporter

### Harka
- Harkabi, Jehoschafat (1921–1994), israelischer Politikwissenschaftler und Nachrichtenoffizier
- Harkam, Alexander (* 1981), österreichischer Fußballschiedsrichter
- Harkan, Ahmed (* 1982), ägyptischer Menschenrechtsaktivist
- Harkányi, Isidor (1852–1932), österreichischer Photograph
- Harkányi, János (1859–1938), ungarischer Politiker und Minister
- Harkarvy, Benjamin (1930–2002), US-amerikanischer Tanzlehrer, Ballettmeister und Choreograph
- Harkas, Wissal (* 2005), algerische Leichtathletin
- Harkavy, Abraham (1835–1919), russisch-jüdischer Historiker und Orientalist
- Harkavy, Alexander (1863–1939), belarussisch-US-amerikanischer Schriftsteller, Lexikograph und Linguist
- Harkavy, Juliana (* 1985), US-amerikanische Schauspielerin
- Harkavy, Robert E. (* 1936), US-amerikanischer Politikwissenschaftler und Hochschullehrer
- Harkavy-Landau, Ljubow (1877–1941), belarussisch-sowjetische Ärztin, Physiologin, Pharmakologin und Hochschullehrerin
- Harkaway, Nick (* 1972), britischer SchriftstellerNick Harkaway (* 1972)

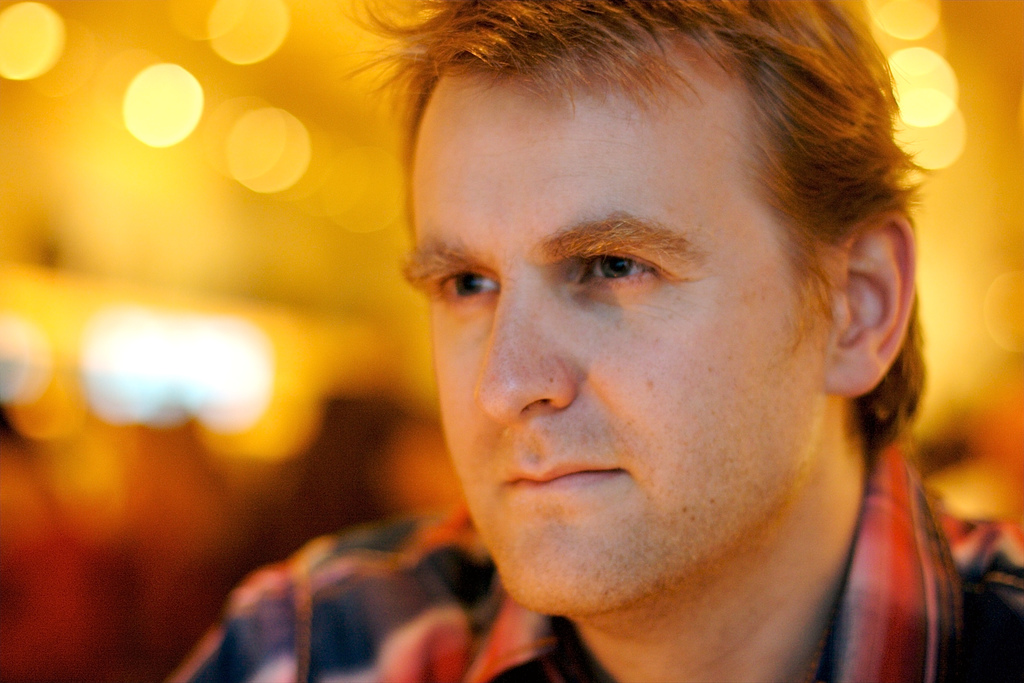
Nick Harkaway (* 1972)

### Harke
- Harke, Dietrich (* 1943), deutscher Rechtswissenschaftler
- Harke, Jan Dirk (* 1969), deutscher Jurist und Hochschullehrer
- Harke, Jörg (* 1956), deutscher Handballspieler
- Harke, Sylvia (* 1978), deutsche Psychologin und Autorin
- Harke, Thomas (* 1970), deutscher Musical-Darsteller und Sänger
- Harkener, Erwin (* 1928), deutscher Fußballspieler
- Harkenthal, Gerhard (1914–1985), deutscher Jurist und Schriftsteller
- Harkenthal, Wolfgang (1922–2006), deutscher Kulturpolitiker in der DDR
- Harker, Albert (1910–2006), US-amerikanischer Fußballspieler
- Harker, Alfred (1859–1939), britischer Geologe
- Harker, Gordon (1885–1967), britischer Schauspieler und Komiker bei Bühne und Film
- Harker, Kenneth (1927–2003), britischer Science-Fiction-Autor
- Harker, Mike (1947–2011), US-amerikanischer Drachenfliegerpilot und Pionier des freien Radios in Deutschland
- Harker, Susannah (* 1965), britische Schauspielerin
- Harkes, Ian (* 1995), US-amerikanischer Fußballspieler
- Harkes, John (* 1967), US-amerikanischer Fußballspieler und -trainer
- Harket, Morten (* 1959), norwegischer Musiker, Sänger und KomponistMorten Harket (* 1959)

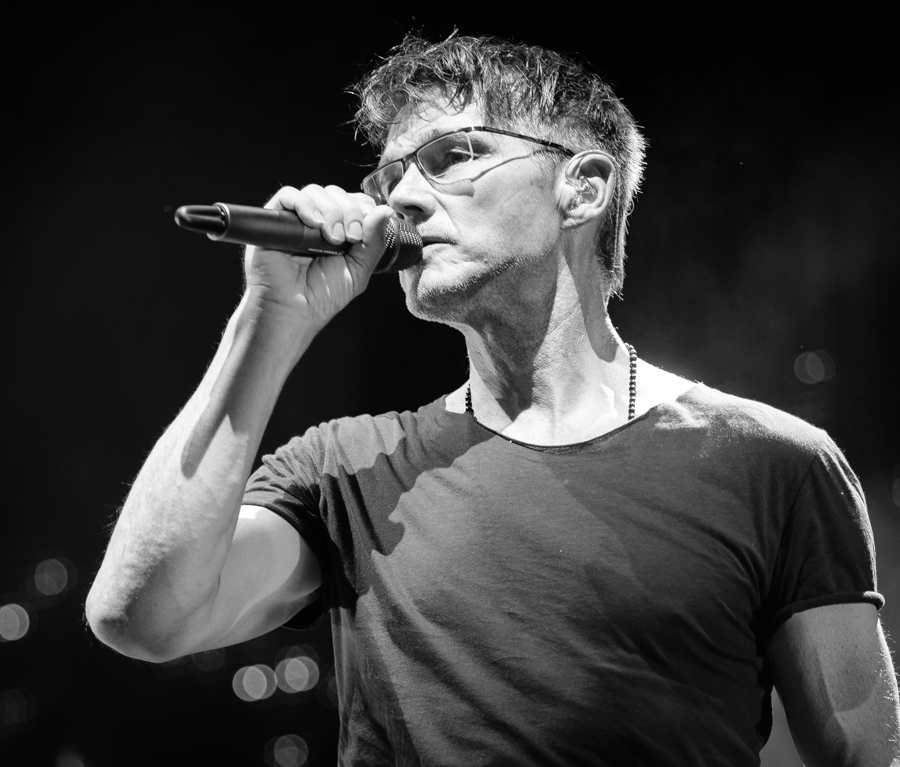
Morten Harket (* 1959)

### Harki
- Harkin, Abbey (* 1998), australische Schwimmerin
- Harkin, Marian (* 1953), irische Politikerin, MdEP
- Harkin, Tom (* 1939), US-amerikanischer Politiker
- Harkins, C. L. (1907–1992), US-amerikanischer Lehrer, Offizier und Politiker (Demokratische Partei)
- Harkins, Macall (* 1986), US-amerikanische Tennisspielerin
- Harkins, Matthew (1845–1921), US-amerikanischer Geistlicher, römisch-katholischer Bischof von Providence
- Harkins, Paul D. (1904–1984), US-amerikanischer Offizier, General der US-Army
- Harkins, William D. (1873–1951), US-amerikanischer Chemiker

### Harkl
- Harkleroad, Ashley (* 1985), US-amerikanische Tennisspielerin
- Harkless, Maurice (* 1993), US-amerikanischer Basketballspieler

### Harkn
- Harkness, Albert (1822–1907), US-amerikanischer Klassischer Philologe
- Harkness, Albert Granger (1856–1923), US-amerikanischer Klassischer Philologe
- Harkness, Deborah (* 1965), US-amerikanische Wissenschaftshistorikerin und SchriftstellerinDeborah Harkness (* 1965)

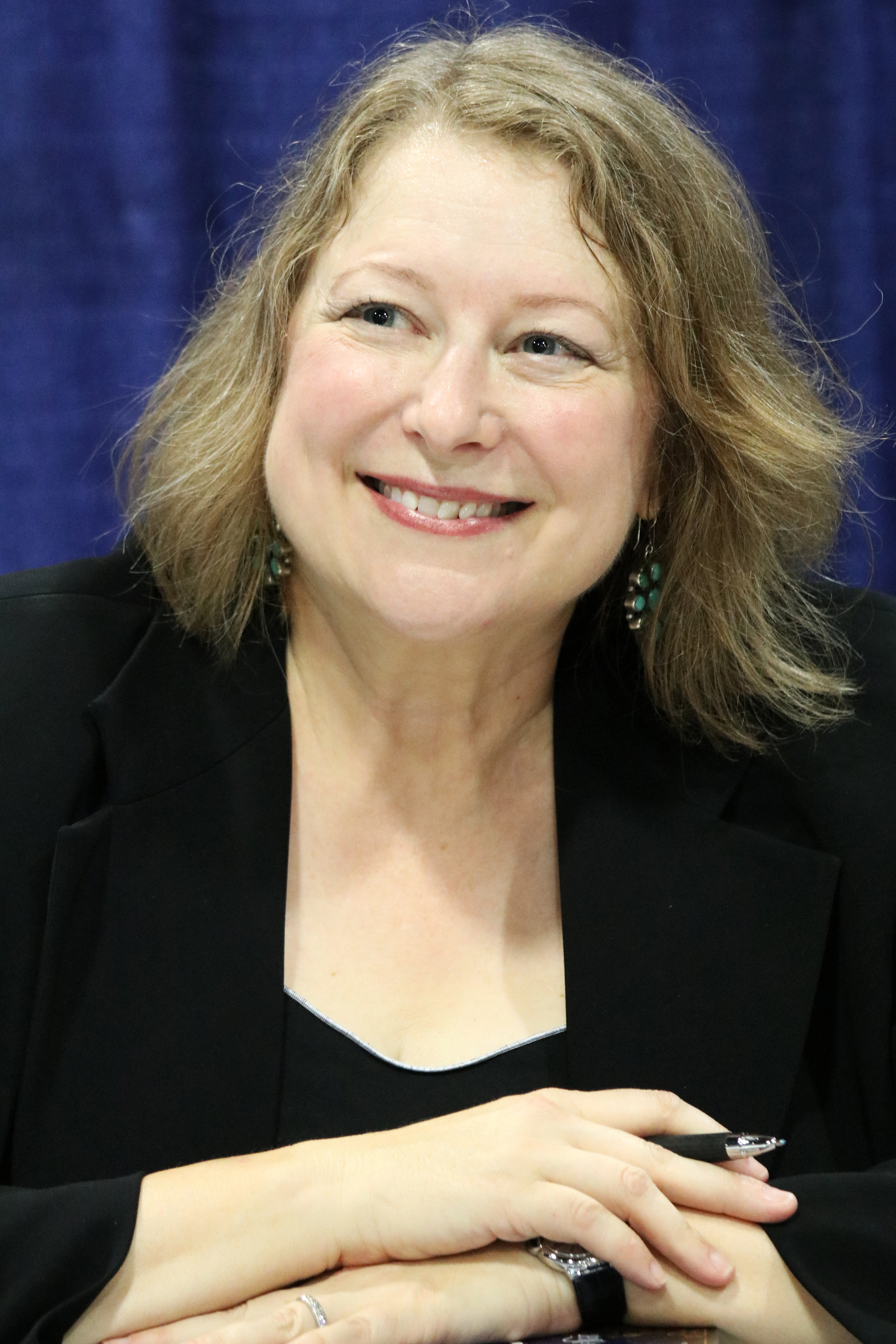
Deborah Harkness (* 1965)

- Harkness, Douglas (1903–1999), kanadischer Politiker
- Harkness, James (1864–1923), kanadischer Mathematiker
- Harkness, Margaret (1854–1923), britische Autorin und Journalistin
- Harkness, Robert (1816–1878), britischer Geologe und Paläontologe
- Harkness, Steve (* 1971), englischer Fußballspieler
- Harkness, William (1837–1903), US-amerikanischer Astronom

### Harko
- Härkönen, Arto (* 1959), finnischer Speerwerfer und Olympiasieger
- Härkönen, Jorma (* 1956), finnischer Mittelstreckenläufer
- Härkönen, Kari (* 1959), finnischer Skilangläufer
- Harkort, Eduard (1797–1836), deutscher Bergbauingenieur und Offizier
- Harkort, Friedrich (1793–1880), deutscher Unternehmer und Politiker (DHP), MdRFriedrich Harkort (1793–1880)

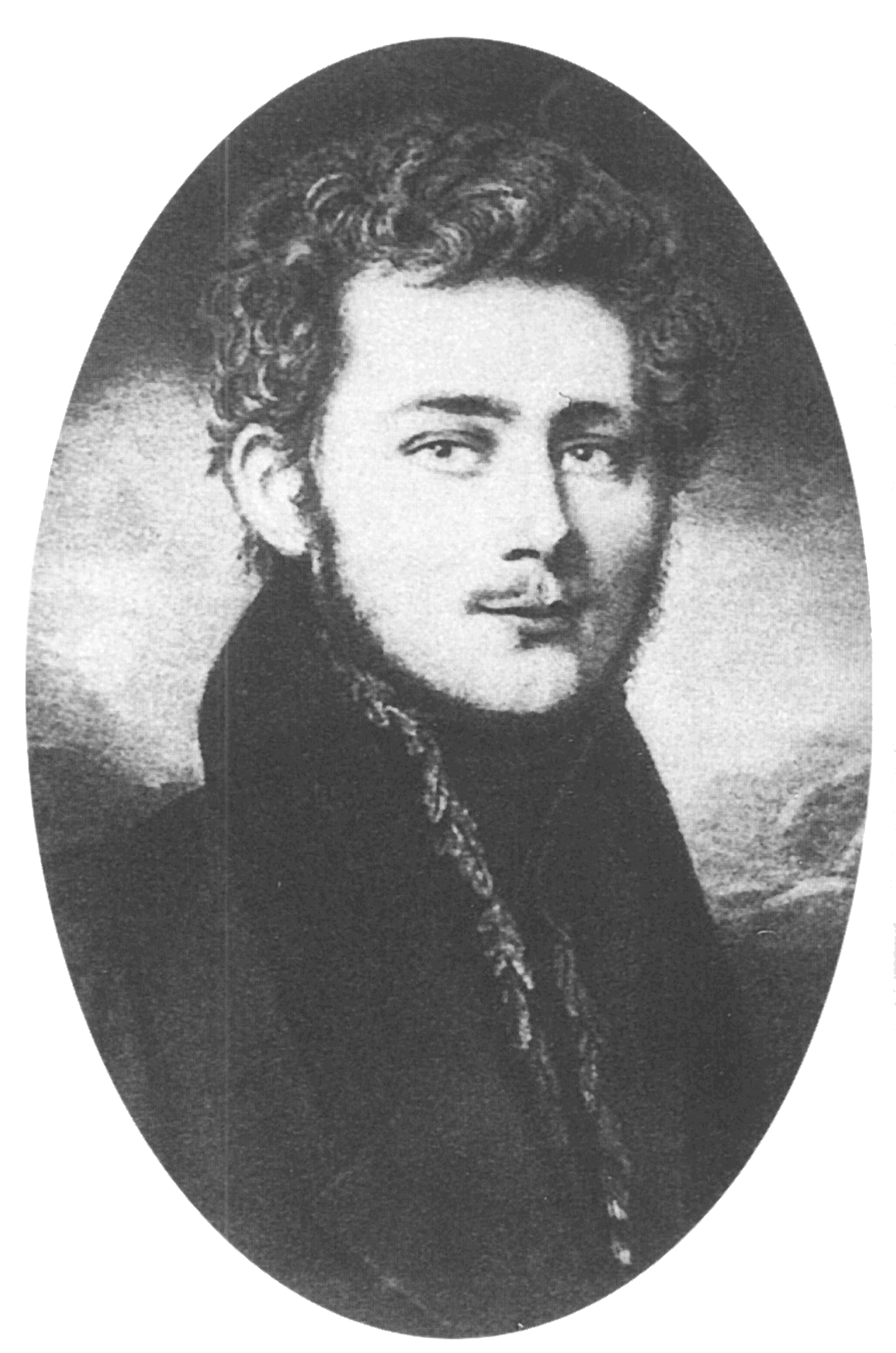
Friedrich Harkort (1793–1880)

- Harkort, Fritz (1927–1972), deutscher Volkskundler und Erzählforscher
- Harkort, Günther (1905–1986), deutscher Diplomat und Staatssekretär im Auswärtigen Amt
- Harkort, Gustav (1795–1865), deutscher Unternehmer, Bankier, Eisenbahnpionier und Politiker
- Harkort, Hermann (1881–1970), deutscher Ingenieur und Unternehmer
- Harkort, Johann Caspar IV. (1753–1818), deutscher Eisenwarenhändler und Unternehmer der Familie Harkort
- Harkort, Johann Caspar V. (1785–1877), deutscher Unternehmer
- Harkort, Johann Caspar VI. (1817–1896), deutscher Unternehmer, Pionier des Stahlbrückenbaus
- Harkort, Louisa Catharina (1718–1795), deutsche Unternehmerin
- Harkort, Luise (1886–1966), deutsche Keramikerin
- Harkort, Peter (1820–1888), deutscher Politiker (DVP), MdR
- Harkous, Mohammed (* 1997), deutscher E-Sportler

### Harks
- Harksen, Hans (1897–1985), deutscher Ökonom und Heimatforscher
- Harksen, Jürgen (1960–2024), deutscher Wirtschaftskrimineller
- Harksen, Rüdiger (* 1954), deutscher Leichtathletiktrainer
- Harksen, Sibylle (1931–1999), deutsche Kunsthistorikerin
- Harksen, Verena C. (* 1942), deutsche Übersetzerin, Herausgeberin und Schriftstellerin